# James Coburn
James Harrison Coburn III (n. 31 august 1928 — d. 18 noiembrie 2002) a fost un actor american de film.

## Filmografie

### FilmE
| An   | Film                                   | Rol                           | Regizor                  | Note |
| ---- | -------------------------------------- | ----------------------------- | ------------------------ | --- |
| 1959 | Ride Lonesome                          | Whit                          | Budd Boetticher          | |
| 1959 | Face of a Fugitive                     | Purdy                         | Paul Wendkos             | |
| 1960 | The Magnificent Seven                  | Britt                         | John Sturges             | |
| 1961 | The Murder Men                         | Arthur Troy                   | John Peyser              | |
| 1962 | Hell Is for Heroes                     | Cpl. Frank Henshaw            | Don Siegel               | |
| 1963 | The Great Escape                       | Louis Sedgwick                | John Sturges             | |
| 1963 | Charade                                | Tex Panthollow                | Stanley Donen            | |
| 1963 | The Man from Galveston                 | Boyd Palmer                   | William Conrad           | |
| 1963 | Kings of the Sun                       | Narrator                      | J. Lee Thompson          | |
| 1964 | Action on the Beach                    | Himself                       | Unknown                  | Documentary |
| 1964 | The Americanization of Emily           | Lt. Cmdr. Paul "Bus" Cummings | Arthur Hiller            | |
| 1965 | Major Dundee                           | Samuel Potts                  | Sam Peckinpah            | |
| 1965 | A High Wind in Jamaica                 | Zac                           | Alexander Mackendrick    | |
| 1965 | The Loved One                          | Immigration Officer           | Tony Richardson          | |
| 1966 | Our Man Flint                          | Derek Flint                   | Daniel Mann              | |
| 1966 | What Did You Do in the War, Daddy?     | Lieutenant Christian          | Blake Edwards            | |
| 1966 | Dead Heat on a Merry-Go-Round          | Eli Kotch                     | Bernard Girard           | |
| 1967 | In Like Flint                          | Derek Flint                   | Gordon Douglas           | |
| 1967 | Waterhole No. 3                        | Lewton Cole                   | William A. Graham        | |
| 1967 | The President's Analyst                | Dr. Sidney Schaefer           | Theodore J. Flicker      | Also Produced |
| 1968 | Duffy                                  | Duffy                         | Robert Parrish           | |
| 1968 | Candy                                  | Dr. A.B. Krankheit            | Christian Marquand       | |
| 1969 | Hard Contract                          | John Cunningham               | S. Lee Pogostin          | |
| 1970 | Last of the Mobile Hot Shots           | Jeb                           | Sidney Lumet             | |
| 1971 | Duck, You Sucker!                      | John H. Mallory               | Sergio Leone             | Renamed A Fistful of Dynamite for U.S. release |
| 1972 | The Carey Treatment                    | Dr. Peter Carey               | Blake Edwards            | |
| 1972 | The Honkers                            | Lew Lathrop                   | Steve Ihnat              | |
| 1972 | A Reason to Live, a Reason to Die      | Colonel Pembroke              | Tonino Valerii           | Renamed Massacre At Fort Holman for U.S. release |
| 1973 | Bruce Lee: The Man and the Legend      | Himself (uncredited)          | Shih Wu                  | Documentary |
| 1973 | Harry in Your Pocket                   | Harry                         | Bruce Geller             | |
| 1973 | Pat Garrett and Billy the Kid          | Pat Garrett                   | Sam Peckinpah            | |
| 1973 | The Last of Sheila                     | Clinton                       | Herbert Ross             | |
| 1974 | The Internecine Project                | Robert Elliot                 | Ken Hughes               | |
| 1975 | Bite the Bullet                        | Luke Matthews                 | Richard Brooks           | |
| 1975 | Hard Times                             | Speed                         | Walter Hill              | |
| 1976 | Sky Riders                             | Jim McCabe                    | Douglas Hickox           | |
| 1976 | The Last Hard Men                      | Zach Provo                    | Andrew V. McLaglen       | |
| 1976 | Bătălia de la Midway                   | Capt. Vinton Maddox           | Jack Smight              | |
| 1977 | White Rock                             | Narrator                      | Tony Maylam              | |
| 1977 | Cross of Iron                          | Sergeant Rolf Steiner         | Sam Peckinpah            | |
| 1978 | California Suite                       | Pilot                         | Herbert Ross             | Uncredited |
| 1978 | The Dain Curse                         | Hamilton Nash                 | E.W. Swackhamer          | TV Mini-series |
| 1979 | Speed Fever                            | Narrator                      | Ottavio Fabbri           | |
| 1979 | Firepower                              | Fanon                         | Michael Winner           | |
| 1979 | The Muppet Movie                       | Owner of El Sleezo Cafe       | James Frawley            | Cameo appearance |
| 1979 | Goldengirl                             | Jack Dryden                   | Joseph Sargent           | |
| 1980 | The Baltimore Bullet                   | Nick Casey                    | Robert Ellis Miller      | |
| 1980 | Loving Couples                         | Walter                        | Jack Smight              | |
| 1980 | Mr. Patman                             | Patman                        | John Guillermin          | |
| 1981 | High Risk                              | Serrano                       | Stewart Raffill          | |
| 1981 | Looker                                 | John Reston                   | Michael Crichton         | |
| 1984 | Draw!                                  | Sam Starret                   | Steven Hilliard Stern    | |
| 1985 | Martin's Day                           | Lt. Lardner                   | Alan Gibson              | |
| 1986 | Death of a Soldier                     | Maj. Patrick Dannenberg       | Philippe Mora            | |
| 1988 | Walking After Midnight                 | Himself                       | Jonathon Kay             | |
| 1989 | Call from Space                        |                               | Richard Fleischer        | |
| 1990 | Train to Heaven                        | Gregorius                     | Torgny Anderberg         | |
| 1990 | Young Guns II                          | John Chisum                   | Geoff Murphy             | |
| 1991 | Hudson Hawk                            | George Kaplan                 | Michael Lehmann          | |
| 1992 | Mastergate                             | Major Manley Battle           | Michael Engler           | |
| 1992 | The Player                             | Himself                       | Robert Altman            | Cameo |
| 1993 | Deadfall                               | Mike Donan/Lou Donan          | Christopher Coppola      | |
| 1993 | Curse of the Dragon                    | Himself                       | Tom Khun, Fred Weintraub | Documentary |
| 1993 | Sister Act 2: Back in the Habit        | Mr. Crisp                     | Bill Duke                | |
| 1994 | Maverick                               | Commodore Duvall              | Richard Donner           | |
| 1995 | The Set-Up                             | Jeremiah Cole                 | Strathford Hamilton      | |
| 1996 | Skeletons                              | Frank Jove                    | David DeCoteau           | |
| 1996 | Eraser                                 | WitSec Chief Arthur Beller    | Chuck Russell            | |
| 1996 | The Nutty Professor                    | Harlan Hartley                | Tom Shadyac              | |
| 1996 | Ben Johnson: Third Cowboy on the Right | Himself                       | Tom Thurman              | Documentary |
| 1997 | Keys to Tulsa                          | Harmon Shaw                   | Leslie Greif             | |
| 1997 | The Disappearance Of Kevin Johnson     | Himself                       | Francis Megahy           | |
| 1998 | Affliction                             | Glen Whitehouse               | Paul Schrader            | Academy Award for Best Supporting Actor Nominated – Independent Spirit Award for Best Supporting Male Nominated – Screen Actors Guild Award for Outstanding Performance by a Male Actor in a Supporting Role |
| 1999 | Payback                                | Fairfax                       | Brian Helgeland          | |
| 2000 | The Good Doctor                        | Dr. Samuel Roberts            | Kenneth Orkin            | Short Subject |
| 2000 | Intrepid                               | Captain Hal Josephson         | John Putch               | |
| 2001 | Proximity                              | Jim Corcoran                  | Scott Zheil              | |
| 2001 | Texas Rangers                          | Narrator                      | Steve Miner              | |
| 2001 | The Yellow Bird                        | Rev. Increase Tutwiler        | Faye Dunaway             | |
| 2001 | The Man from Elysian Fields            | Alcott                        | George Hickenlooper      | |
| 2001 | Monsters, Inc.                         | Henry J. Waternoose III       | Pete Docter              | |
| 2001 | Kurosawa                               | Himself                       | Adam Low                 | Documentary |
| 2002 | Snow Dogs                              | James "Thunder Jack" Johnson  | Brian Levant             | |
| 2002 | American Gun                           | Martin Tillman                | Alan Jacobs              | |